# Успенский храм (Елизаветовка)
Успенский храм  — православный храм в селе Елизаветовка Азовский район Ростовской области, Ростовской и Новочеркасской епархии, Азовское благочиние Русской Православной церкви.
Адрес: 346767, Ростовская область, Азовский район, с. Елизаветовка, ул. Первомайская, д. 51

## История
Успенский храм в селе Елизаветовка Азовский район Ростовской области был построен в 1816 году на средства прихожан.
На месте церкви ранее стоял молитвенный дом. Успенский храм был построен из дерева, одноэтажный на каменном фундаменте. К храму пристроили деревянную колокольню, крыша была покрыта листовым железом. Кровля строилась со скатами. В церкви и колокольне были сооружены по одной железной главке, по краям кровли была закреплена деревянная резьба.
Внутреннее устройство храма было сделано крестообразном, деревянная стена отделяла алтарь от храма. К стене был прикреплён иконостас, в алтаре находилась пономарня, в которой была угольная печка.
Дугообразные своды храма строились без столбов. В храме и алтаре был деревянный пол из сосны. Одночастный алтарь был приподнят на одну ступень над помостом храма. На престоле были прикреплены доски с иконами Успения Божией Матери, Положения Спасителя во гроб, Тайной Вечери, Моления о Чаше. Над престолом была позолоченная резная сень. В северной части храма был установлен жертвенник. В трёхъярусном иконостасе размещены Царские врата, иконы Спасителя и Божией Матери. По срединным углам были устроены деревянные клиросы в виде беседки.
К храму была пристроена трёхъярусная четырёхугольная колокольня с шестью колоколами. Самый большой колокол имел вес около 1800 килограмм. Колокол бы куплен в середине XIX века, на нём выполнены изображения Успения Божией Матери, Святителя Николая Чудотворца, Спасителя, Божией Матери, Иоанна Крестителя. По колоколу была сделана надпись, повествующая кем и когда, при каких священнослужителях он был приобретён для храма.
Стены и своды храма в 1900 году были расписаны сценами из земной жизни Спасителя, Божией Матери, ликами святых.
Приход состоял кроме жителей села Елизаветовки, также из жителей деревень Платоновка, Машино и Сонино, Григорьевка, Отрадовка. Штат причт состоял из священника, диакона, дьячек и пономаря (1846). После революции храм был разрушен. В настоящее время богослужения проходят в молитвенном доме по ул. Первомайской 51. 

## Священнослужители
С 1808 года священниками в храме в разное время были: Новицкий Даниил Иванович; Стояновский Михаил Кириллович; Алексеев Фёдор Алексеевич; Власенко Иоанн Даниилович ; Смирнитский Иоанн Павлович; Власенко Иоанн Иоаннович; Иванов Александр Яковлевич; Алексеев Александр Иоаннович; Иванов Платон Яковлевич; Венецкий Николай Рафаилович; Гемберович Василий Илларионович, Дергожинский Иоанн Васильевич, Женткевич Марк Христофорович. В настоящее время в храме служит священник Элизбар Викторович Орлов.

## Престольные праздники
Престольный праздник Успенского храма празднуется 15/28 августа.